# Limos

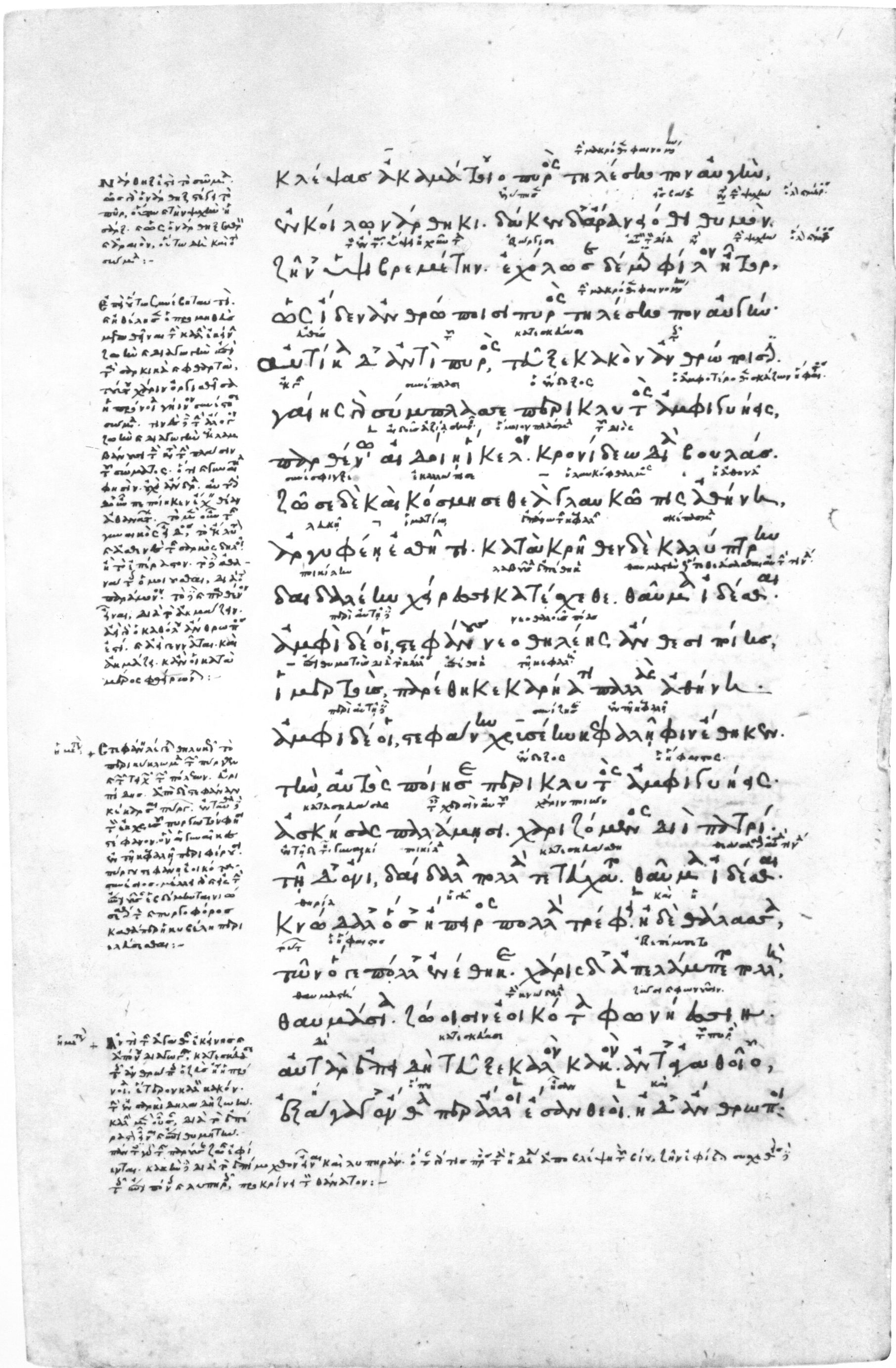
Tratado sobre el asunto del s.XIII.

En la mitología griega, Limos o Limo (en griego Λιμός, Limós), también llamado Etón[cita requerida] (Αἴθων, Aíthōn), era la personificación del «Hambre». Según Hesíodo el Hambre fue engendrada por Eris («Discordia») sin unirse a nadie. El sustantivo griego λιμός puede ser tanto femenino como masculino y de la misma manera su personificación variaba su género dependiendo del lugar. Por ejemplo, en Bizancio había una estatua de Limos de género masculino, en tanto que en Esparta había una pintura de Limos de género femenino. En Trabajos y días el Hambre y Deméter aparecen como dos identidades opuestas: «tú recuerda siempre nuestro encargo y trabaja, Perses, estirpe de dioses, para que te aborrezca el Hambre y te quiera la venerable Deméter de hermosa corona y llene de alimento tu cabaña; pues el hambre siempre acompaña al holgazán».
Su equivalente en la mitología romana sería la diosa Fames. Ovidio describe al Hambre como verdugo en algunos castigos que los dioses infligieron a mortales, como Erisictón, que fue condenado a padecer un hambre terrible por mucho que comiese. Se introdujo en las entrañas de este rey de Tesalia por orden de Deméter, que estaba airada porque Erisictón había derruido uno de sus templos ancestrales para construirse un salón de banquetes. Hasta tal punto llegó la desesperación de Erisictón que acabó comiéndose a sí mismo. Virgilio y Séneca, otros autores latinos, dicen que el Hambre mora en la antesala del inframundo.
En el cristianismo aparece en el libro del Apocalipsis, es representado como el jinete del caballo negro.